# Дзинго-кэйун
Дзинго-кэйун (яп. 神護景雲 дзинго кэйун, божественная стража — радужные облака) — девиз правления (нэнго) японской императрицы Сётоку с 767 по 770 год .

## Продолжительность
Начало и конец эры:

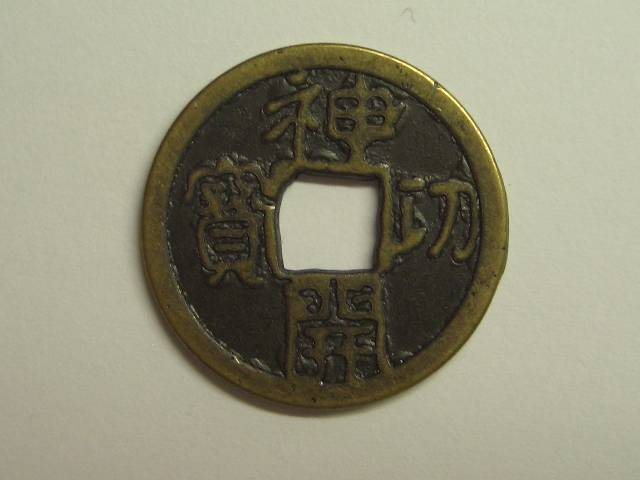
Дзинго-кайхо

- 16-й день 8-й луны 3-го года Тэмпё-дзинго (по юлианскому календарю — 13 сентября 767 года);
- 1-й день 10-й луны 4-го года Дзинго-кэйун (по юлианскому календарю — 23 октября 770 года).

## События
- 8 сентября 770 года (4-й день 8-й луны 3-го года Дзинго-кэйун) — императрица Сётоку умерла, наследником был объявлен принц Сиракабэ, будущий император Конин;
- 770 год — монаха-интригана Докё выслали в провинцию Симоцукэ (на территории современной префектуры Тотиги);
- 770 год (1-й день 10-й луны 3-го года Дзинго-кэйун) — император Конин прошёл официальную церемонию сокуи; в тот же день был изменён девиз правления;

Медные монеты, выпускавшиеся в период с 765 по 796 годы, получили название «дзинго-кайхо». Они имели диаметр около 23 мм, а вес — между 3,4 и 4,5 граммов.

## Сравнительная таблица
Ниже представлена таблица соответствия японского традиционного и европейского летосчисления. В скобках к номеру года японской эры указано название соответствующего года из 60-летнего цикла китайской системы гань-чжи. Японские месяцы традиционно названы лунами.
| 1-й год Дзинго-кэйун (Огненная Коза)        | 1-я луна*      | 2-я луна*  | 3-я луна  | 4-я луна* | 5-я луна  | 6-я луна* | 7-я луна               | 8-я луна   | 9-я луна*   | 10-я луна  | 11-я луна | 12-я луна*   |               |
| ------------------------------------------- | -------------- | ---------- | --------- | --------- | --------- | --------- | ---------------------- | ---------- | ----------- | ---------- | --------- | ------------ | ------------- |
| Юлианский календарь                         | 4 февраля 767  | 5 марта    | 3 апреля  | 3 мая     | 1 июня    | 1 июля    | 30 июля                | 29 августа | 28 сентября | 27 октября | 26 ноября | 26 декабря   |               |
| 2-й год Дзинго-кэйун (Земляная Обезьяна)    | 1-я луна       | 2-я луна*  | 3-я луна* | 4-я луна  | 5-я луна* | 6-я луна  | 6-я луна* (високосная) | 7-я луна   | 8-я луна*   | 9-я луна   | 10-я луна | 11-я луна    | 12-я луна*    |
| Юлианский календарь                         | 24 января 768  | 23 февраля | 23 марта  | 21 апреля | 21 мая    | 19 июня   | 19 июля                | 17 августа | 16 сентября | 15 октября | 14 ноября | 14 декабря   | 13 января 769 |
| 3-й год Дзинго-кэйун (Земляной Петух)       | 1-я луна       | 2-я луна*  | 3-я луна* | 4-я луна  | 5-я луна* | 6-я луна* | 7-я луна               | 8-я луна*  | 9-я луна    | 10-я луна  | 11-я луна | 12-я луна    |               |
| Юлианский календарь                         | 11 февраля 769 | 13 марта   | 11 апреля | 10 мая    | 9 июня    | 8 июля    | 6 августа              | 5 сентября | 4 октября   | 3 ноября   | 3 декабря | 2 января 770 |               |
| 4-й год Дзинго-кэйун (Металлическая Собака) | 1-я луна*      | 2-я луна   | 3-я луна* | 4-я луна* | 5-я луна  | 6-я луна* | 7-я луна*              | 8-я луна   | 9-я луна*   | 10-я луна  | 11-я луна | 12-я луна    |               |
| Юлианский календарь                         | 1 февраля 770  | 2 марта    | 1 апреля  | 30 апреля | 29 мая    | 28 июня   | 27 июля                | 25 августа | 24 сентября | 23 октября | 22 ноября | 22 декабря   |               |

* звёздочкой отмечены короткие месяцы (луны) продолжительностью 29 дней. Остальные месяцы длятся 30 дней.